# Biósfera
La biósfera o biosfera es el sistema formado por el conjunto de los seres vivos del planeta Tierra y sus interrelaciones (influyen tanto los organismos en el medio, como el medio sobre los organismos). Este significado de «envoltura viva» de la Tierra es el de uso más extendido, pero también se habla de biósfera, en ocasiones, para referirse al espacio dentro del cual se desarrolla la vida. Su origen se remonta, al menos, a 3500 millones de años atrás.
La biosfera es el ecosistema global. Al mismo concepto se refiere con otros términos, que pueden considerarse sinónimos, como ecosfera o biogeosfera. Tiene características que permiten hablar de ella como un gran ser vivo, con capacidad para controlar, dentro de unos límites, su propio estado y evolución.

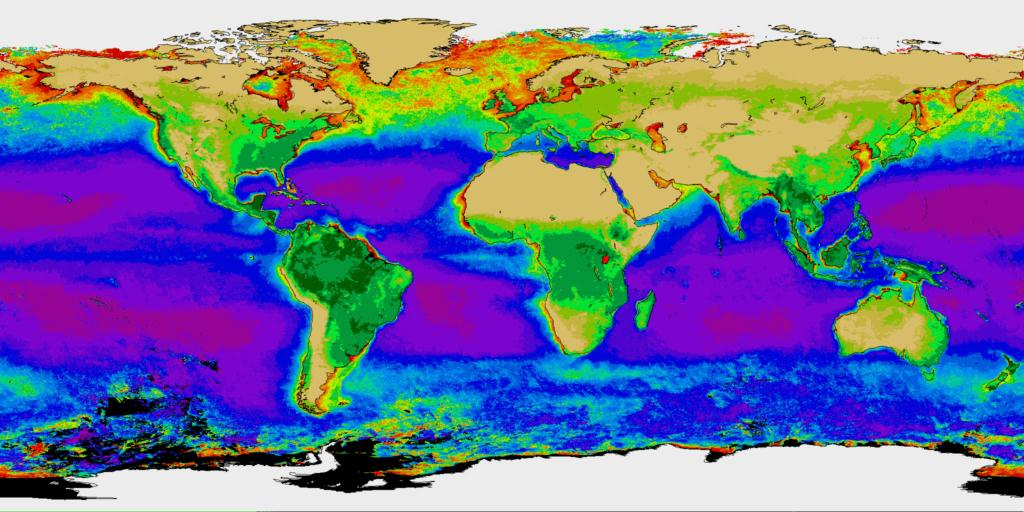
Los niveles de concentración de fitoplancton y el NDVI, principales actores de la producción primaria.

## Historia
El término fue acuñado por el geólogo Eduard Suess en 1875, pero el concepto ecológico de biósfera se inicia en la década de 1920 con Vladimir I. Vernadsky, precediendo a la introducción en 1935 del término ecosistema por Arthur Tansley. La biosfera es un concepto de la mayor importancia en astronomía, geología, climatología, paleogeografía, biogeografía, evolución y, en general, en todas las ciencias que tratan sobre la vida de la Tierra. Incluye a todos los ecosistemas, ya sean gigantes o extremadamente pequeños.

## Distribución de la vida
Constituye una delgada capa de dimensiones irregulares, lo mismo que es irregular la densidad de biomasa, de diversidad y de producción primaria. Se extiende por la superficie y el fondo de los océanos y mares, donde primero se desarrolló, por la superficie de los continentes, y en los niveles superficiales de la corteza terrestre, donde la vida prospera, con baja densidad, entre los poros e intersticios de las rocas.

### Océanos

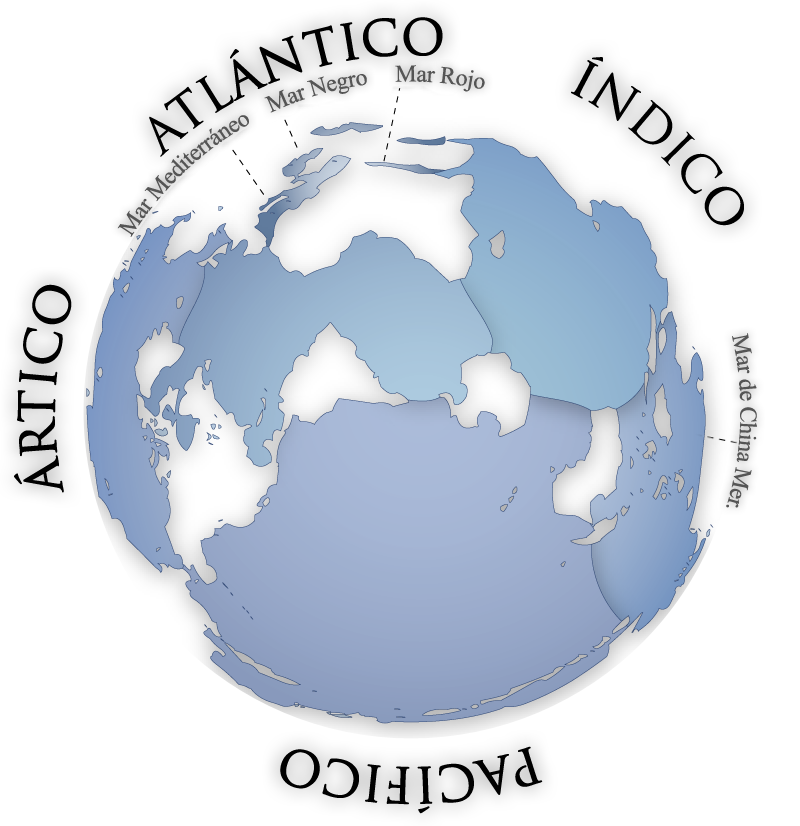
Los océanos y principales mares.

En los océanos la vida se concentra en la capa superficial, zona fótica, en la que penetra la luz. La cadena trófica empieza aquí con fotosintetizadores que son sobre todo cianobacterias y protistas, generalmente unicelulares y planctónicos. Los factores limitantes para el desarrollo de la vida son aquí algunos nutrientes esenciales, como el hierro, que son escasos, y la máxima productividad la encontramos en los mares fríos y en ciertas regiones tropicales, contiguas a los continentes, en las que las corrientes hacen aflorar nutrientes desde el fondo del mar. Fuera de esos lugares, las regiones pelágicas (en alta mar) de las latitudes cálidas son desiertos biológicos, con poca densidad de vida. Los ecosistemas marinos más ricos y complejos son sin embargo tropicales, y son los que se desarrollan a muy poca profundidad, solo unos metros, ricos en vida bentónica, cerca de la orilla; el ejemplo más claro son los arrecifes coralinos.
Además de en la zona fótica, hay una vida marina próspera en cada uno de los oscuros y extensos fondos del océano, la cual depende, para su nutrición, de la materia orgánica que cae desde arriba, en forma de residuos y cadáveres. En algunos lugares en los que los procesos geotectónicos hacen aflorar aguas calientes cargadas de sales, son importantes los productores primarios, autótrofos, que obtienen la energía de reacciones químicas basadas en sustratos inorgánicos; el tipo de metabolismo que llamamos quimiosíntesis.
En contra de ciertos prejuicios, la densidad media de vida es mayor en los continentes que en los océanos en la biosfera actual; aunque como el océano es mucho más extenso, le corresponde aproximadamente el 50 % de la producción primaria total del planeta.

### Continentes

Las diferentes teorías sobre la división continental.

En los continentes la cadena trófica arranca de las plantas terrestres, fotosintetizadores que obtienen nutrientes minerales del suelo gracias a las mismas estructuras con que se anclan, las raíces, haciendo circular agua hacia el follaje, donde la evaporan. Por esta razón el principal factor limitante en los continentes es la disponibilidad de agua en el suelo, a la vez que lo es la temperatura, que es más variable que en los mares, donde el elevado calor específico del agua asegura un ambiente térmico muy homogéneo y estable en el tiempo.
Por la razón indicada, la biomasa, la productividad bruta y la diversidad ecológica, se distribuye:
- Siguiendo un gradiente, con un máximo hacia el ecuador y un mínimo en las regiones polares, en correlación con la energía disponible.
- Concentrada en tres bandas extendidas latitudinalmente. La primera de ellas es la ecuatorial, donde las lluvias producidas por el frente intertropical, que son de tipo cenital, se producen todo el año o alternando con una estación seca. Las otras dos, más o menos simétricas, cubren las latitudes medias o templadas, donde hay una mayor o menor abundancia de lluvias ciclonales, que acompañan a las borrascas.

Entre esas zonas húmedas y de vida densa, hay dos franjas simétricas de regiones desérticas o semidesérticas tropicales, donde aunque la biomasa es baja, es elevada la biodiversidad. En las latitudes altas de ambos hemisferios tenemos, por último, las regiones polares, donde la pobreza de vida se explica por la escasez de agua líquida tanto como por la de energía.

### Biosfera profunda
Hasta hace poco se ponía como límite para la vida el nivel, a pocos metros de profundidad, hasta donde se extienden las raíces de las plantas. Ahora hemos comprobado que no solo en los fondos oceánicos hay ecosistemas dependientes de organismos quimioautótrofos, sino que la vida de este tipo se extiende hasta niveles profundos de la corteza. Consiste en bacterias y arqueas extremófilas, las cuales extraen energía de procesos químicos inorgánicos (quimiosíntesis). Prosperan sin duda mejor en lugares donde aparecen ciertas mezclas minerales inestables, que ofrecen un potencial de energía química; pero la Tierra es geológicamente un planeta aún vivo, donde los procesos internos generan aún constantemente situaciones de ese tipo.

## Homeostasis
La organización de la vida se basa en una jerarquía de niveles de complejidad, con sistemas menores que se organizan para formar otros mayores, más complejos y potencialmente más variados. Se trata de sistemas autoorganizados con distintos grados de control cibernético sobre su estado. El máximo autocontrol lo encontramos en los niveles que llamamos de las células y de los organismos; de hecho basta una célula para tener un organismo autónomo (un organismo unicelular). En menor medida observamos autocontrol, por mecanismos cibernéticos de realimentación negativa, en el nivel de organización de los ecosistemas. Algunos autores, como el propio Vernadski, y luego señaladamente James Lovelock, valoraron que la misma posibilidad la demuestra el ecosistema global, es decir, la biosfera. La biosfera muestra, aunque no con el grado de control de un organismo, capacidades de homeostasis (regulación de su composición y estructura) y homeorresis (regulación del ritmo de sus procesos internos y de intercambio).

## Astrobiología
El descubrimiento de la biosfera profunda trajo consigo un importante cambio teórico y psicológico, al mostrar la viabilidad de la vida en ambientes extremos y en ausencia de luz, en contra de nuestros conceptos anteriores. La progresiva comprensión de lo que representa la biosfera terrestre, cambió las ideas acerca de la probabilidad de aparición espontánea de vida en otros cuerpos planetarios, y de su progresión para formar otras biosferas, ampliando los parámetros de habitabilidad planetaria y haciendo racional la esperanza de observar vida en otros lugares donde antes nos parecía imposible.